# Eryngium lemmonii
Eryngium lemmonii är en flockblommig växtart som beskrevs av John Merle Coulter och Joseph Nelson Rose. Eryngium lemmonii ingår i släktet martornar, och familjen flockblommiga växter. Inga underarter finns listade i Catalogue of Life.